# Здравков, Радослав
Радослав Методиев Здравков (болг. Радослав Meтoдиeв Здравков; род. 30 июля 1956, София) — болгарский футболист, игравший на позиции атакующего полузащитника, и тренер. Заслуженный мастер спорта Болгарии (1979).
В настоящее время помощник главного тренера в клубе «Хебыр».

## Клубная карьера
Профессиональную карьеру начал в столичном «Локомотив» в 1973 году. В 1980 перешёл в другой софийский клуб — ЦСКА, за который сыграл 165 матчей в национальном чемпионате.
С 1986 по 1992 года играл за различные португальские клубы: Шавеш, Брага, Пасуш де Феррейра и Фелгейраш. Во время своего пребывания на Пиренейском полуострове он был известен как Ради, и сыграл важную роль в первых в истории клуба «Шавеш» квалификационных матчей Кубка УЕФА.
В 1992 году возвращается в Болгарию, где присоединяется к клубу «Янтра» в качестве играющего тренера. Карьеру футболиста завершил в 1994 в составе команды «Литекс».

## Карьера за сборную
Дебют за национальную сборную Болгарии состоялся 27 апреля 1975 года в матче квалификации на чемпионат Европы 1976 против сборной ФРГ. Был включён в состав на чемпионат мира 1986 года в Мексике, где сыграл во всех 4 матчах сборной на этом турнире. Всего Здравков сыграл за сборную 71 матч и забил 11 голов.

#### Голы за сборную
| Голы | Дата             | Место                                      | Соперник   | Счёт | Результат | Турнир               |
| ---- | ---------------- | ------------------------------------------ | ---------- | ---- | --------- | -------------------- |
| 1.   | 16 декабря 1981  | Димитар Канев, Хасково, Болгария           | Португалия | 1-1  | 5-2       | Товарищеский матч    |
| 2.   | 16 декабря 1981  | Димитар Канев, Хасково, Болгария           | Португалия | 2-1  | 5-2       | Товарищеский матч    |
| 3.   | 16 декабря 1981  | Димитар Канев, Хасково, Болгария           | Португалия | 5-1  | 5-2       | Товарищеский матч    |
| 4.   | 7 сентября 1982  | Эспенмус, Санкт-Галлен, Швейцария          | Швейцария  | 3-2  | 3-2       | Товарищеский матч    |
| 5.   | 22 сентября 1982 | Стадион 9 сентября, Бургас, Болгария       | ФРГ        | 1-1  | 2-2       | Товарищеский матч    |
| 6.   | 22 сентября 1982 | Стадион 9 сентября, Бургас, Болгария       | ФРГ        | 2-2  | 2-2       | Товарищеский матч    |
| 7.   | 7 августа 1983   | Сен-Дени, Сен-Дени, Франция                | Алжир      | 1-1  | 2-3       | Товарищеский матч    |
| 8.   | 8 июня 1984      | Идротспаркен, Копенгаген, Дания            | Дания      | 1-1  | 1-1       | Товарищеский матч    |
| 9.   | 5 февраля 1985   | Коррехидора, Сантьяго-де-Керетаро, Мексика | Швейцария  | 1-0  | 1-0       | Турнир Керетаро 1985 |
| 10.  | 6 февраля 1985   | Коррехидора, Сантьяго-де-Керетаро, Мексика | Польша     | 2-2  | 2-2       | Турнир Керетаро 1985 |
| 11.  | 17 апреля 1985   | Розенауштадион, Аугсбург, ФРГ              | ФРГ        | 1-1  | 4-1       | Товарищеский матч    |

## Карьера тренера
Начал тренерскую карьеру, будучи еще действующим футболистом, в 1992 году, войдя в тренерский штаб клуба «Янтра», где проработал с 1992 по 1993 года.
В течение тренерской карьеры также возглавлял «Локомотив» (София), «Славия» (София), «Локомотив» (Пловдив), «Спартак» (Варна), «Черно море», «Берое» и дубль клуба «Лудогорец», а также входил в тренерский штаб клуба «Литекс».
С 2021 по 2022 года выполнял роль спортивного директора в клубе «ЦСКА 1948». В 2023 году вошёл в тренерский штаб Любослава Пенева в клубе «Хебыр».

## Достижения

### Сборная
- Чемпион Европы (до 18 лет): 1974

### Индивидуальные
- Футболист года в Болгарии: 1982